# Il dolce domani (romanzo)
Il dolce domani è un libro scritto da Russell Banks nel 1991 da cui è stato tratto l'omonimo film. L'autore, nello scrivere il romanzo, ha tratto ispirazione da un avvenimento verificatosi undici anni prima in Texas.

## Trama
A seguito di un grave incidente stradale, in cui muoiono diversi bambini su un autobus, un avvocato si reca nel luogo del sinistro per tutelare i genitori delle vittime, con l'intento di raccogliere il mandato per poter intentare una causa contro i responsabili della sciagura.

## Edizioni
- Russell Banks, Il dolce domani, traduzione di Massimo Birattari, Torino, Giulio Einaudi Editore, 1997, ISBN 9788806149901.